# Black Sabbath (Lied)
Black Sabbath ist ein Lied der Band Black Sabbath vom 1970 erschienenen gleichnamigen Debütalbum. Wegen der für damalige Verhältnisse ungewöhnlich finster klingenden Riffs trug es maßgeblich dazu bei, dass das Album heute als eines der ersten „echten“ Metal-Alben überhaupt gilt. Das Lied wurde von zahlreichen Bands gecovert, unter anderem von Type O Negative, Vader sowie live von Grave Digger, Megadeth und anderen.
Die Musik wurde von allen Bandmitgliedern geschrieben; der Text stammt von Ozzy Osbourne.

## Struktur
Das 6:21 Minuten lange Lied beginnt mit Regengeräuschen und Glockenschlägen, die abrupt von einem schweren Gitarrenriff in der Tonart G-Moll, gespielt mit 68 Beats per minute, abgelöst werden. Das Riff ist dem Thema des klassischen Stücks "Mars, the Bringer of War" aus der Planetensuite von Gustav Holst entlehnt. Es besteht aus zwei Takten, welches sich über einen Großteil des Liedes hinweg wiederholt. Es beruht auf einem über zwei Noten gehaltenen G5-Powerchord, dessen höchster Ton anschließend neu angeschlagen und über die gleiche Länge gehalten wird. Im zweiten Takt wird ein einzelnes Db gespielt, welches in jedem ungeraden Durchlauf des Riffs (mit Ausnahme der Strophen) von Tony Iommi mit einem schnellen Triller in den fünften Bund der A-Saite (Ton D) verziert wird. Der Wechsel zwischen G und Db entspricht dem Intervall eines Tritonus, dessen Verwendung ein Markenzeichen der Band ist, was dem Riff einen dissonanten Klang verleiht.
Nach viermaliger Wiederholung des Motivs verringern alle Instrumente ihre Lautstärke, zwei weitere später setzt der Gesang von Ozzy Osbourne ein. Der folgende Refrain ist wiederum rein instrumental gehalten und entspricht zu 100 % dem oben beschriebenen Intro-Riff.
Nach einem weiteren Strophen-Refrain-Block verdoppelt sich das Tempo auf 132 Bpm und Iommi setzt mit einem Achteltriolen-Riff ein, welches durch ternär gespielte Achtelnoten von Bassist Geezer Butler, bei denen die erste Note einer „Triole“ jeweils betont wird, einen treibenden Rhythmus erhält. Osbourne singt den letzten Vers, danach wechselt der Riff erneut. Iommi spielt hierbei abwechselnd lang gehaltene G5- und B5-Akkorde, die von einer absteigenden Basslinie (Folge: G F E Eb) über vier Takte untermalt wird. Direkt nach dem ersten Durchgang setzt das Gitarrensolo ein, das ausschließlich aus Material der G-Moll-Pentatonik besteht und typische Blues-Elemente aufweist (Ganzton-Bendings, Unison-Bendings, vereinzelt Viertelton-Bendings). Dies spiegelt die Tatsache wider, dass das Debütalbum der Band stark vom Blues beeinflusst war. Anschließend werden die Akkorde kurz in einem triolischen Muster gespielt, wonach das Lied endet.

## Text
Der Text handelt von der Verdammnis des Protagonisten. Diesem erscheint Satan als schwarze Gestalt mit feurigen Augen, die auf ihn zeigt. Der Protagonist flüchtet vor ihm und erkennt, dass er von Satan auserwählt wurde. Er sieht die Flammen um sich emporsteigen und ruft Gott um Hilfe an. Der Text wurde durch Butlers Erfahrungen mit dem Okkulten inspiriert und soll vor Experimenten damit warnen. Im Buch Lords of Chaos wird dies als „beinahe christliche Angst vor Dämonen und Hexerei“ bezeichnet. Der katholisch erzogene Butler war über ein Magazin mit einer satanistischen Weltsicht auf Dinge, die ihm als Katholiken erzählt worden waren, konfrontiert worden und sich im Zuge seiner Beschäftigung damit dieser zugewandt, bis ihm „schreckliche Dinge“ passierten. Die ursprüngliche dritte Strophe ist nur auf Bootlegs und der Version von Black Sabbath auf The Ozzman Cometh zu hören.